# Transaction Processing System
I transaction processing system (TPS, inglese per "sistemi di elaborazione delle transazioni"), rappresentano i primi sistemi informativi aziendali realizzati attraverso l'uso delle tecnologie informatiche (ICT). Tali sistemi permettevano di automatizzare procedure come: l'emissione di fatture, la gestione delle presenze del personale, il controllo delle movimentazioni a magazzino, la tenuta della contabilità generale.
Sono quindi dei sistemi che si occupano di elaborare le transazioni, in particolare svolgono e registrano le varie transazioni di routine aziendali, ovvero quelle attività che vengono svolte dall'azienda continuativamente e giornalmente. Esempi di queste attività possono essere inserimento ordini, calcolo degli stipendi, archivio di documenti contenenti informazioni sui dipendenti, sui fornitori etc. Sono quindi dei Sistemi informativi aziendali fondamentali, basti pensare che talvolta, in casi gravi, dei danni a questo tipo di sistemi portano al fallimento di alcune imprese. Lo scopo è quindi di supportare i manager durante la registrazione delle operazioni elementari e delle transazioni che si svolgono normalmente in azienda. 
Le transazioni devono mantenere le cosiddette proprietà acide (ACID). 